# Chapter 2: World Domination
Chapter 2: World Domination – trzeci studyjny album amerykańskiego zespołu hip-hopowego Three 6 Mafia. Został wydany 4 listopada 1997 roku nakładem wytwórni Relativity.
Jest to pierwszy album grupy, który zdobył status złotej płyty. Sprzedał się w ponad 800 000 egzemplarzach.

## Lista utworów
| Nr | Tytuł                   | Kompozytorzy                                                                             | Producent(ci)     | Goście                                                         | Czas |
| -- | ----------------------- | ---------------------------------------------------------------------------------------- | ----------------- | -------------------------------------------------------------- | ---- |
| 1  | "We Are Waiting"        | Paul Beauregard Jordan Houston                                                           | DJ Paul & Juicy J |                                                                | 1:04 |
| 2  | "Studio Time"           | Paul Beauregard Jordan Houston Ricky Dunigan Robert Cooper                               | DJ Paul & Juicy J |                                                                | 0:15 |
| 3  | "Will Blast"            | Paul Beauregard Jordan Houston Ricky Dunigan Lola Mitchell Robert Cooper                 | DJ Paul & Juicy J |                                                                | 1:30 |
| 4  | "Hit A Muthafucker"     | Paul Beauregard Jordan Houston Ricky Dunigan Lola Mitchell Robert Cooper                 | DJ Paul & Juicy J |                                                                | 3:58 |
| 5  | "Are You Ready For Us?" | Paul Beauregard Jordan Houston Ricky Dunigan Lola Mitchell                               | DJ Paul & Juicy J | Dayton Family                                                  | 4:50 |
| 6  | "Prophet Posse"         | Paul Beauregard Jordan Houston Ricky Dunigan Robert Cooper                               | DJ Paul & Juicy J | K-Rock, Indo G, Project Pat, Scanman                           | 4:13 |
| 7  | "Motivated"             | Paul Beauregard Jordan Houston Ricky Dunigan Lola Mitchell Robert Cooper                 | DJ Paul & Juicy J |                                                                | 3:40 |
| 8  | "I Ain't Ya Friend"     | Paul Beauregard Jordan Houston Ricky Dunigan Lola Mitchell Koopsta Knicca                | DJ Paul & Juicy J |                                                                | 3:58 |
| 9  | "Whatcha Do"            | Paul Beauregard Jordan Houston Ricky Dunigan Lola Mitchell Robert Cooper                 | DJ Paul & Juicy J |                                                                | 3:30 |
| 10 | "Spill My Blood"        | Paul Beauregard Jordan Houston Ricky Dunigan Lola Mitchell                               | DJ Paul & Juicy J |                                                                | 3:59 |
| 11 | "Who Got Them 9's"      | Jordan Houston Patrick Houston                                                           | DJ Paul & Juicy J | Project Pat                                                    | 3:10 |
| 12 | "Gunclaps"              | Paul Beauregard Jordan Houston Ricky Dunigan Darnell Carlton Lola Mitchell Robert Cooper | DJ Paul & Juicy J |                                                                | 3:15 |
| 13 | "3-6 In the Morning"    | Paul Beauregard Jordan Houston Ricky Dunigan                                             | DJ Paul & Juicy J |                                                                | 2:51 |
| 14 | "Tear The Club Up '97"  | Paul Beauregard Jordan Houston Ricky Dunigan Lola Mitchell Robert Cooper                 | DJ Paul & Juicy J |                                                                | 3:45 |
| 15 | "Late Night Tip"        | Paul Beauregard Jordan Houston Ricky Dunigan Robert Cooper                               | DJ Paul & Juicy J |                                                                | 4:46 |
| 16 | "Body Parts 2"          | Paul Beauregard Jordan Houston                                                           | DJ Paul & Juicy J | Scanman, Project Pat, K-Rock, M-Child, Indo G, Drewpy Drew Dog | 4:18 |
| 17 | "Flashes"               | Paul Beauregard Jordan Houston Robert Cooper                                             | DJ Paul & Juicy J |                                                                | 2:44 |
| 18 | "Neighborhood Hoe"      | Paul Beauregard                                                                          | DJ Paul           |                                                                | 1:55 |
| 19 | "N 2 Deep"              | Paul Beauregard Jordan Houston                                                           | DJ Paul & Juicy J |                                                                | 3:59 |
| 20 | "Anyone Out There?"     | Paul Beauregard Jordan Houston Ricky Dunigan                                             | DJ Paul & Juicy J |                                                                | 3:12 |
| 21 | "Land Of The Lost"      | Paul Beauregard Jordan Houston                                                           | DJ Paul & Juicy J | Project Pat                                                    | 3:55 |
| 22 | "Weed Is Got Me High"   | Paul Beauregard Jordan Houston                                                           | DJ Paul & Juicy J |                                                                | 3:06 |